# Battista Malatesta
Pour les articles homonymes, voir Malatesta.
Battista Malatesta («Iohanna Baptista Malatesta»), connue aussi comme Battista di Montefeltro, née à Urbino en 1384 et morte à Foligno le 3 juillet 1448 était une poétesse italienne de la Renaissance.

## Biographie
Battista Malatesta est la fille d'Antoine II de Montefeltro, comte d'Urbino, et la petite-fille de Frédéric II de Montefeltro. Le 14 juin 1405, elle épouse Galeazzo Malatesta, l'héritier de la seigneurie de Pesaro. Galeazzo arrive au pouvoir en 1429, mais est tellement haï comme un souverain qu'il est chassé de sa ville en 1431 après deux ans de pouvoir. Battista rentre dans sa ville d'Urbino pendant que son mari se réfugie à Venise, puis finalement à Florence. Ils se séparent définitivement en 1445, Battista désormais seule abandonne les études laïques pour ceux spirituels, devenant sœur franciscaine de l'Ordre des Clarisses le 2 juin 1447 à l'âge de 63 ans sous le nom de suor Girolama au monastère Santa Lucia de Foligno où elle meurt le 3 juillet 1448.

## De studiis et litteris
Battista Malatesta était une femme savante de l'aristocratie qui a été éduquée dans la philosophie et les langues, et était une poétesse et oratrice. Elle correspondait avec d'autres savants de son temps comme Leonardo Bruni. La lettre que Leonardo Bruni a adressé à Battista Malatesta de Montefeltro, intitulée « De studiis et litteris » a été écrite en 1424. Dans celles-ci, Bruni décrit un programme d'études adapté aux femmes, estimant que le savoir détenu par les humanistes de la Renaissance n'est pas réservé qu'aux hommes et que les études classiques sont « dignes d'être poursuivies aussi bien par les hommes et que par les femmes ». De studiis et litteris est le plus ancien exemple connu d'échanges entre hommes et femmes à propos de l'éducation des femmes,. En 1433, Battista Malatesta accueille à Urbino l'empereur Sigismond par un discours en latin qui un demi-siècle plus tard a été jugé digne d'être enregistrés dans les rôles.